# Ludo Bleys
Pater Ludovicus Adrianus (Ludo) Bleys, (officieel: Bleijs) C.Ss.R. (Tilburg, 17 oktober 1906 - Gorinchem, 15 augustus 1945) was een rooms-katholieke priester en Nederlands verzetsstrijder tijdens de Tweede Wereldoorlog.
Bleys werd geboren in de wijk Veldhoven in het gezin van schoenmaker Adrianus Bleijs en Joanna Maria Meijers.
Bleys werd op 30 mei 1931 tot priester gewijd en was onder andere pater-kapelaan in de Kapel in 't Zand naast het redemptoristenklooster in Roermond. Zijn verzetsnaam was "Lodewijk". Hij was zeer actief op vele fronten tijdens de oorlog in het verzet en betrok vele jonge mensen hierbij. Hij was een van de oprichters van de LO (Landelijke Organisatie voor Hulp aan Onderduikers) in zijn woonplaats Roermond (in Limburg Limburgse Onderduikorganisatie genoemd). Omdat hij te bekend werd bij de Duitse Sicherheitspolizei werd hij begin 1944 voor zijn eigen veiligheid ontvoerd door de Knokploeg van Helden. Bleys reisde via Frankrijk, waar hij reisgenoot was van Bram van der Stok na diens ontsnapping uit Stalag Luft III, naar het neutrale Spanje van generaal Franco. Hij wist van daaruit naar Engeland te komen waar hij in augustus 1944 de regering in ballingschap informeerde over het verzet in Limburg.
In zijn verslag schetste hij een rooskleurig beeld van de LO en uitte kritiek op de Raad van Verzet (RVV) en de illegale pers die hij te links vond. Later werd hij aalmoezenier bij de militaire staf van Prins Bernhard in de rang van majoor. Na zijn terugkomst in Nederland werd hij lid van de Groote Advies-Commissie der Illegaliteit. Aan het eind van de oorlog schreef hij een rapport dat zeer kritisch was over een aantal ministers van de Nederlandse Londense kabinetten in ballingschap en waarin hij het Militair Gezag ondersteunde.
Na de oorlog trok hij met collega verzetsstrijder Frits Slomp (Frits de Zwerver) het land door om over de achtergronden van het verzet te spreken. In 1945 zat hij in een jeep die bestuurd werd door Paul Dijckhoff op weg naar een spreekbeurt. Op de Arkelsedijk buiten Gorinchem kreeg de auto een klapband en stortte de dijk af. Bleys kreeg het voertuig op zijn lichaam, raakte zwaargewond en overleed diezelfde dag in het ziekenhuis.
Uit onderzoek aan de auto bleek dat er een voorwiel was losgelopen en dat de boutgaten waren ingescheurd. Of dit slijtage of opzet was kon niet vastgesteld worden. Het verhaal ging dat de jeep in onderhoud was bij een garage in Utrecht waar een aantal voorwaardelijk vrijgelaten NSB'ers werkten die vertelden dat zij heel simpel een auto-ongeluk konden arrangeren. Of er daadwerkelijk sabotage is gepleegd is nooit opgehelderd. Op zijn begrafenis sprak Prins Bernhard. Bleys werd begraven op het Kruiswegpark bij de Kapel in 't Zand in Roermond. Hij ontving het Verzetskruis 1940-1945.

## Vernoeming
In zijn geboorteplaats Tilburg is een Pater Bleijsstraat vernoemd naar Bleijs. Ook Roermond kent een Pater Bleijsstraat.